# Xian de Xiong
Le xian de Xiong (雄县 ; pinyin : Xióng Xiàn) est un district administratif de la province du Hebei en Chine. Il est placé sous la juridiction de la ville-préfecture de Baoding.

## Démographie
La population du district était de 329 749 habitants en 1999.

## Transport
- Gare de Xiong'an, la plus grande gare d'asie.